# 黄子祥
黄子祥（1895年—1982年），又名黄云章，男，陕西三原人，中华人民共和国政治人物，曾任陕西省交通厅厅长，陕西省政协副主席。